# Atrofia de la almohadilla grasa del talón
La atrofia de la almohadilla grasa del talón  (AAGT) es una patología podálica que se presenta en la población adulta con el paso de los años. Se trata de una degeneración del tejido graso que se engloba dentro del talón como consecuencia de la edad. Se determina que la población de adultos mayores tiene menor cantidad de grasa en el talón, por lo que su capacidad amortiguadora se ve disminuida, y eso puede desencadenar dolor local en la región plantar del talón. 

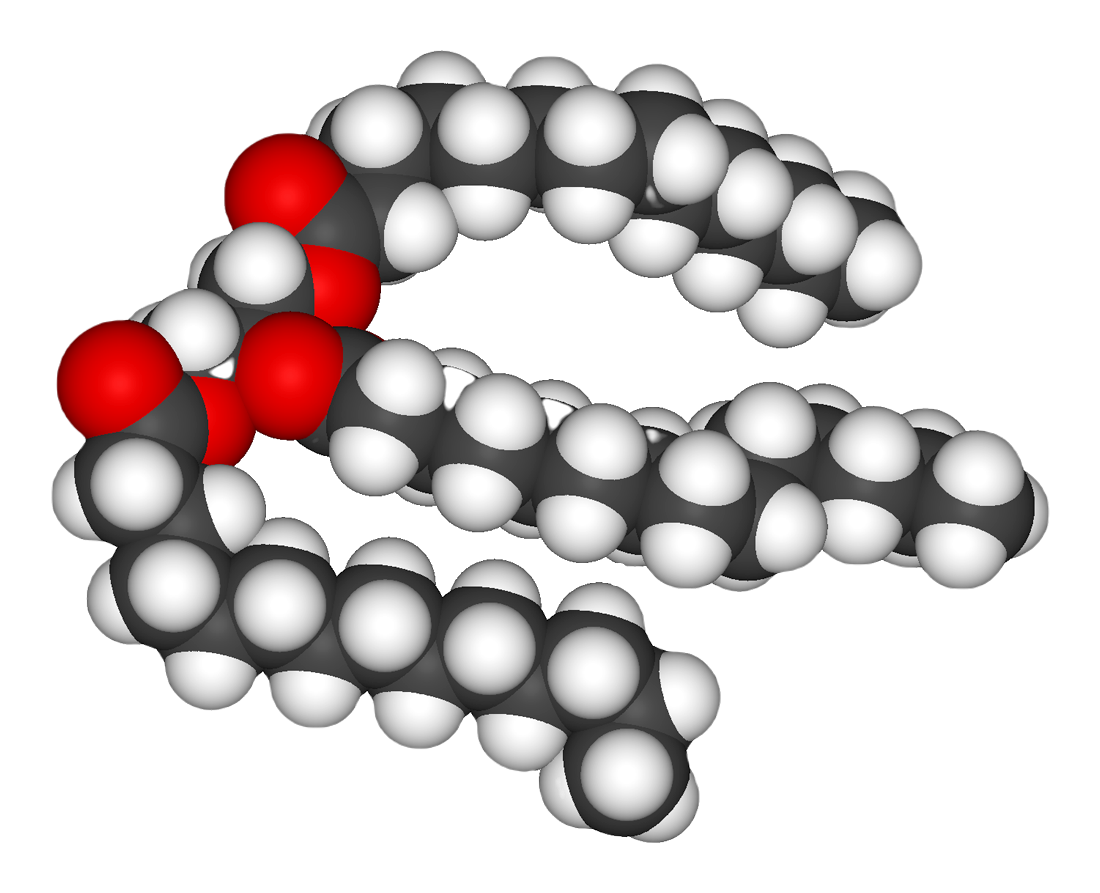
Gota de triglicérido 3D

## Talalgias
Se conoce cómo talalgia al término que engloban todas las patologías que producen dolor en el talón. Las talagias más frecuentes son: 
-Tendinopatía del Aquiles 
-Deformidad de Haglund 
-Bursitis retrocalcánea 
-Fascitis plantar 
-Fractura de calcáneo 

Dolor regional del talón (talalgias)

-Atrofia de la almohadilla grasa del talón 
-Síndrome del túnel tarsiano 

## Anatomía
La almohadilla grasa del talón (AGT)  se denomina a la capa subcutánea del tejido adiposo, que se extiende desde el talón hasta los dedos del pie.  Se distribuye en cuatro capas: la primera capa corresponde a la piel; la segunda a la microcámara subcutánea superficial (MSS); la tercera a la banda fibrosa horizontal  (BFH) que separa a la MSS con la siguiente capa que es la microcámara subcutánea profunda (MSP).
La capacidad de absorción de impactos de la AGT se deriva de su estructura anatómica única en el cuerpo. Se estima que el talón absorbe entre el 20-25% de la fuerza de reacción del suelo durante la marcha. 

## Histología
La AGT se constituye por tejidos estratificados en diferentes secciones o capas:
-Piel: formada por una epidermis gruesa seguida de una dermis reticular.
-MSS: microcámaras de adipocitos.

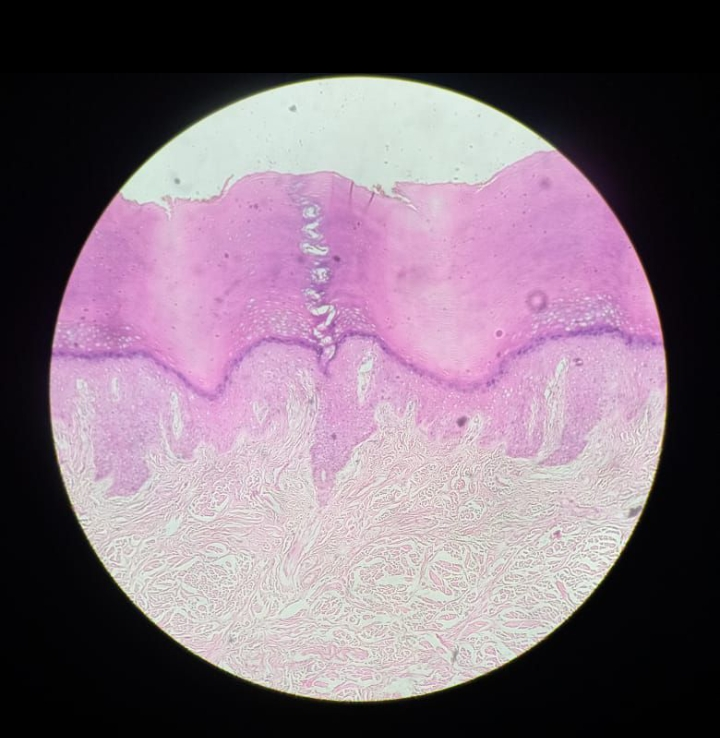
Corte histológico de las capas de la piel y de la grasa subcutánea

-BFH: tabique horizontal de tejido fibroso.
-MSP:  cámaras de mayor tamaño de paquetes de adipocitos que se comunica con la aponeurosis plantar

## Prevalencia
El sexo y la edad son los factores determinantes en la evolución de la AAGT. 